# Gnamptopteryx comprensata
Gnamptopteryx comprensata là một loài bướm đêm trong họ Geometridae.